# Австралийская Комиссия по реформе законодательства
Австралийская Комиссия по реформе законодательства является австралийским независимым уставным органом, созданным для проведения проверок в законодательстве Австралии и предоставления альтернатив правовой реформы. Комиссия работает с другими  органами правовой реформы, таких как Административный совет по рассмотрению и Совет Семейного права.

## Из Конституции
- Комиссия создана в Австралии как Комиссия по реформе законодательства Законом 1996 года . Комиссия состоит из председателя, заместителя председателя и не менее четырех других членов.

Члены комиссии назначаются австралийским генерал-губернатором. Требования к членам:
- Судья австралийского суда высшей инстанции;
- Адвокат с опытом работы не менее пяти лет;
- Выпускник юридического факультета университета с опытом работы в качестве члена профессорско-преподавательского состава университета